# Argelouse
Argelouse (gaskonsko Argelosa) je naselje in občina v francoskem departmaju Landes regije Akvitanije. Naselje je leta 2009 imelo 94 prebivalcev.

## Geografija
Kraj leži v pokrajini Gaskonji znotraj naravnega regijskega parka Landes de Gascogne ob reki Petite Leyre, 65 km severno od Mont-de-Marsana.

## Uprava
Občina Argelouse skupaj s sosednjimi občinami Callen, Luxey in Sore sestavlja kanton Sore s sedežem v Soru. Kanton je sestavni del okrožja Mont-de-Marsan.

## Zanimivosti
- gotska cerkev sv. Andreja;